# 13760 Rodriguez
13760 Rodriguez (1998 SN123) là một tiểu hành tinh vành đai chính được phát hiện ngày 16 tháng 9 năm 1998 bởi nhóm nghiên cứu tiểu hành tinh gần Trái Đất phòng thí nghiệm Lincoln ở Socorro.